# Kristián Kudroč
Kristián Kudroč, född 21 maj 1981 i Michalovce, Slovakien), är en slovakisk ishockeyback i Barys Astana.
Kudroč är en riktig jätteback som uppskattar fysisk hockey där han får möjlighet att använda sin storlek och styrka. Med 201 cm och 105 kg är han en av KHL:s största spelare med det defensiva spelet och framförallt spelet framför eget mål som specialitet.
Storleken och det hårda slagskottet var de främsta anledningarna till att Kudroc år 1999 draftades i förstarundan av NHL-laget New York Islanders. Därefter spelade han i många olika ligor i Nordamerika mellan 1999 och 2005 men fick endast sporadiska chanser i NHL (totalt 26 matcher) och bestämde sig till slut för att byta kontinent. I SaiPa i den finländska FM-ligan gjorde han 22 poäng säsongen 2005/06 och blev av klubbens fans utsedd till årets spelare. Säsongen därpå tillbringade han i Ilves men visade framförallt upp sig genom att dra på sig utvisningar - totalt över 400 på två säsonger i FM-ligan. Säsonger 2007/08 och 2008/09 spelade han med Södertälje SK i Elitserien. Hösten 2009 inledde han säsongen med Brynäs IF, men efter tio matcher flyttade han till Frölunda Indians, var han fortsatt ända till slutet av januari 2010, tills han bytte lag till FM-ligas Ässät med ett långt kontrakt, som räcker till våren 2012.